# Cratere Heaney
Heaney  è un cratere sulla superficie di Mercurio.